# Сорокине (станція)
Соро́кине — проміжна залізнична станція Луганської дирекції Донецької залізниці на неелектрифікованій лінії Родакове — Ізварине між станціями Сімейкине (13 км) та Ізварине (17 км). Розташована в однойменному місті Довжанського району Луганської області.

## Історія
Станція відкрита 1916року.
У травні 2023 року, в ході дерусифікації інфраструктури «Укрзалізниці», Луганська ОВА запропонувала долучитися до обрання назв 9 станцій, що перебувають на Луганщині, в тому числі і станцію Краснодон, яку передбачалося перейменувати на однойменну назву з містом.
17 січня 2025 року постановою Кабінету Міністрів України станцію перейменовано на Сорокине.

## Пасажирське сполучення
Через військову агресію Росії на сході України пасажирське сполучення припинене.